# Мандал (град)
Мандал (на норвежки: Mandal) е град и административен център на община Линдеснес в окръг Агдер в Южна Норвегия. Градът е бил административен център на бившата община Мандал до административната реформа през 2020 г. и сега е административен център на новата община Линдеснес.
Градът е най-южният град на Норвегия. Мандал наброява 11 330 жители (2023) и има площ от 7,03 km².

## История
Районът Мандал се споменава в края на 14 век, когато крал Ерик от Померания дава правото на мястото да търгува със сьомга. Мястото сега е незастроен плаж западно от центъра на града. Днешният град датира от 16 век.

## Индустрия
В Мандал е известен със своята индустрия с корабостроителници, производство на двигатели за лодки, текстил и консерви. В него се намира корабостроителницата Umoe Mandal, която, наред с други неща, произвежда кораби за норвежките военноморски сили. Мандал е известен и със своите художници.

## Личности
Родени в Мандал
- Густав Вигеланд – скулптор
- Хел Аскилдсен – писател

- Културният център Буен
- Църквата на Мандал от 1821 г.